# 颱風比麗 (1976年)
颱風比麗 (英語：Typhoon Billie，國際編號：7613，PAGASA：Nitang) 為1976年太平洋颱風季的熱帶氣旋之一。

## 氣象歷史
颱風比麗形成後向西北西進行，經石垣島附近，於8月9日23時20分由台灣三貂角附近登陸，新竹附近出海，後來登陸中國。

## 影響

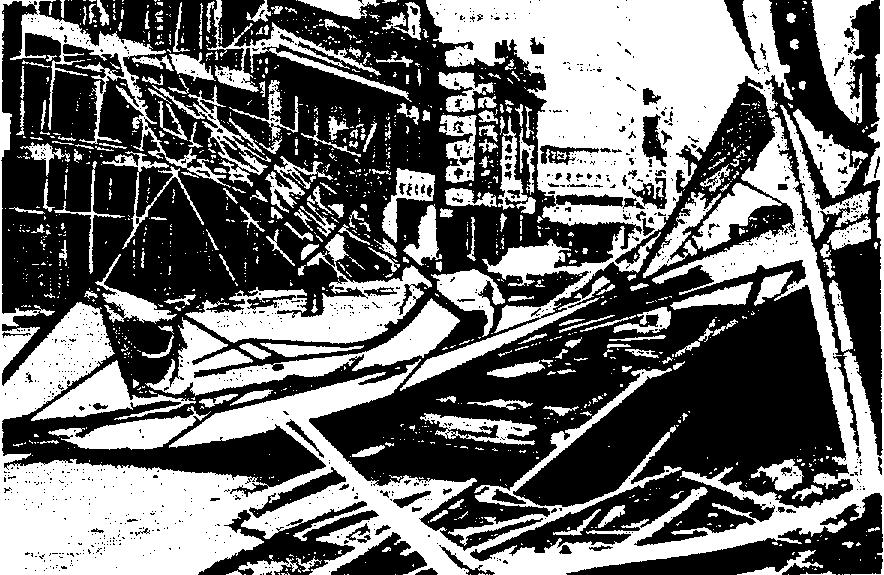

### 台灣
- 當地評定巔峰強度分級：（CWB）
- 當地評定最大持續風速：55每秒（107節；200每小時）（一分鐘）
- 當地發布之颱風警報：海上陸上颱風警報

## 熱帶氣旋警告使用記錄

### 臺灣
| 中央氣象局 颱風警報 | 中央氣象局 颱風警報 | 中央氣象局 颱風警報 |
| ------------------- | ------------------- | ------------------- |
| 上一熱帶氣旋        | 海上颱風警報        | 下一熱帶氣旋        |
| 強烈颱風魯碧        | 海上颱風警報        | 輕度颱風戴特        |
| 強烈颱風魯碧        | 陸上颱風警報        | 輕度颱風魯絲        |

## 相关條目
- 1976年太平洋颱風季